# Поротов, Борис Глебович
Борис Глебович Поротов (род. 21 сентября 1936 года) — советский пловец в ластах, позже тренер.

## Карьера
Борис с юных лет занимался спортом. В юности играл в хоккей с мячом, был чемпионом Казахстана по плаванию. Получив химико-биологическое образование, пришёл на работу на металлургический комбинат в Усть-Каменогорске и первым делом создал при заводе спортивный клуб. В 1965 году по инициативе Поротова в подвале жилого дома был построен специалистами завода двадцатиметровый плавательный бассейн. И очень скоро команда клуба «Алтай» была признана лучшей в СССР.
В 1966 году изготовил первый скоростной моноласт из резины. С этого началась революция в подводном плавании. Жестким каркасом моноласта служила вилка из титанового сплава. Первым его опробовала Надежда Турукало. На выполнение норматива мастера спорта с этим моноластом Надежде понадобился всего лишь год. Всего в «своем» бассейне Борис вырастил 20 мастеров спорта и 6 мастеров международного класса.
В 1972 году по приглашению командования Средне-Азиатского военного округа Поротов и Турукало переехали в Алма-Ату. Среди его воспитанников Е.Л. Гойколова, О. А. Ананьев, О. И. Афанасьев, А. Н. Белов, П. А. Гездо, О. Н. Подгорный, Татьяна Гершевич и другие.
В 1986 году вместе с женой Н. П. Турукало переехал в Севастополь, где продолжал тренерскую работу в 44-м спортивном клубе Черноморского Флота.. В 1991 году супруги создали частную школу плавания для детей-инвалидов.
Награждён орденом Красного Знамени. В 2006 году награждён орденом «Долг и Честь»[значимость факта?]. Награждён медалями «За вклад в подводную деятельнось» и «50 лет Конфедерации подводной деятельности России».